# 1361
- Wikisource

| Calendário gregoriano                                                        | 1361 MCCCLXI                                          |
| Ab urbe condita                                                              | 2114                                                  |
| Calendário arménio                                                           | 810 – 811                                             |
| Calendário bahá'í                                                            | -483 – -482                                           |
| Calendário budista                                                           | 1905                                                  |
| Calendário chinês                                                            | 4057 – 4058 Início a 6 de fevereiro (aproximadamente) |
| Calendário copta                                                             | 1077 – 1078                                           |
| Calendário etíope                                                            | 1353 – 1354                                           |
| Calendários hindus - Vikram Samvat - Calendário nacional indiano - Cáli Iuga | 1416 – 1417 1282 – 1283 4461 – 4462                   |
| Calendário Holoceno                                                          | 11361                                                 |
| Calendário islâmico                                                          | 762 – 763                                             |
| Calendário judaico                                                           | 5121 – 5122                                           |
| Calendário persa                                                             | 739 – 740                                             |
| Calendário rúnico                                                            | 1611                                                  |
| Calendário solar tailandês                                                   | 1904                                                  |

1361 (MCCCLXI, na numeração romana) foi um ano comum do século XIV do Calendário Juliano, da Era de Cristo, a sua letra dominical foi C (52 semanas), teve início a uma sexta-feira e terminou também a uma sexta-feira.
| Ano completo                       |
| ---------------------------------- |
| Ano comum com início à sexta-feira |

## Eventos
- Eduardo, Príncipe de Gales e herdeiro de Eduardo III de Inglaterra, casa com Joana de Kent contra a vontade do pai.

## Mortes
- 21 de Novembro - Filipe de Rouvres, Duque da Borgonha.